# Elisa Quintana
Elisa Victoria Quintana es una científica que trabaja en el campo de la astronomía y la ciencia planetaria en el Centro de vuelo espacial Goddard. Su investigación se centra en la detección y caracterización de exoplanetas, además de estudiar cómo se forman. Es conocida por detectar Kepler 186f, el primer planeta del tamaño de la Tierra encontrado en la zona de habitabilidad de una estrella diferente al Sol.

## Primeros años y educación
Quintana nació en Silver City, Nuevo México. Su padre Leroy Quintana, es un poeta chicano y su abuelo era un minero que apareció en la lista negra de la película La sal de la tierra. A los 9 años, se mudó a San Diego. Asistió al Grossmont College y se transfirió a la Universidad de California en San Diego donde obtuvo un Grado en Física. Durante su tiempo como un estudiante de Grado, Quintana trabajó en astrodinámica en el programa KidSat (más tarde rebautizado EarthKAM) con la primera mujer astronauta de los EE. UU. Sally Ride, quien era Profesora en San Diego. Recibió su Máster en Ciencia Aeroespacial y Física de la Universidad de Míchigan y obtuvo su Doctorado en Física de la Universidad de Míchigan en 2004. La tesis de su Doctorado era sobre la formación planetaria en sistemas de la estrella binaria (Planet formation in binary star systems). Quintana estuvo entre las primeras personas que estudiarion si los planetas podrían formarse en el sistema Alfa Centauri.

## Carrera académica
Quintana fue miembro del Equipo de Misión Kepler de la NASA en el Centro de Investigación Ames de la NASA de 2006-2017. Trabajó comoprogramadora científicadesarrollando la fuente de investigación del Kepler por el cual recibió el Software del Año de la NASA en 2010. Fue parte del equipo que descubrió el primer exoplaneta rocoso Kepler-10b, el primer exoplaneta en orbitar la zona de habitabilidad de otra estrella Kepler-22b y el primer exoplaneta del tamaño de la Tierra Kepler-20e. En 2014, dirigió el equipo que descubrió Kepler-186f, un exoplaneta del tamaño de la Tierra orbitando la zona de habitabilidad de una enana roja, el cual fue publicado en la revista Science. Quintana recibió el Premio Científica del Año de Grandes Mentes en STEM por su descubrimiento de Kepler-186f y contribución a la ciencia. Más recientemente, Quintana ha estudiado la frecuencia de los impactos gigantes en exoplanets y ha comparado su frecuencia con la de la Tierra. En 2017, Quintana se trasladó al Centro de vuelo espacial Goddard de la NASA en Maryland, donde es Científica adjunto del proyecto para el Telescopio de Sondeo Infrarrojo de Campo Amplio.
Quintana es una del pocas mujeres científicas hispanas en astronomía y sus contribuciones a la comunidad latina fueron reconocidas cuando el Los Angeles Theatre Center le otorgó el Premio Lupe Ontiveros Sueño en 2014.

## Premios y honores
- Premios al Logro Nacional de Ingenieros Hispanos Científico del Año (2015)[16]
- Premio Sueño Lupe Ontiveros (2014)[17]
- Software de la NASA del año (2010)